# Voluntarios Realistas
El Cuerpo de Voluntarios Realistas fue una milicia absolutista española creada el 10 de junio de 1823 por la Regencia nombrada en mayo por el duque de Angulema, comandante supremo del ejército francés (los Cien Mil Hijos de San Luis) que había invadido España en abril para «liberar» al rey Fernando VII, «cautivo» del régimen liberal instaurado tras el triunfo de la Revolución española de 1820. Se integraron en él buena parte de las tropas realistas organizadas en Francia para apoyar la invasión francesa y también miembros de las partidas realistas que habían combatido a los constitucionalistas desde los inicios del Trienio Liberal. Tuvo un papel muy destacado en el «terror blanco» que se desató en el territorio controlado por la Regencia y que obligó a intervenir al propio duque de Angulema promulgando la Ordenanza de Andújar de agosto de 1823, aunque finalmente tuvo que dar marcha atrás y la violencia arbitraria e indiscriminada contra los liberales continuó. 
Cuando el 1 de octubre de 1823 Fernando VII recobró la «libertad» y restauró por segunda vez la Monarquía absoluta no disolvió el Cuerpo de Voluntarios Realistas y continuó utilizándolo como un instrumento de represión. La mayoría de sus miembros eran absolutistas radicales o «ultraabsolutistas», por lo que ha sido considerado como «el brazo armado del ultrarrealismo».
Fue una réplica absolutista de la liberal Milicia Nacional establecida por la Constitución de 1812 y desarrollada durante el Trienio. Se disolvió oficialmente en 1833, tras la muerte de Fernando VII, y la mayor parte de sus integrantes se sumó a las fuerzas del infante Carlos María Isidro durante la Primera Guerra Carlista.

## Orígenes
Cuando el 7 de abril de 1823 comenzó la invasión de los Cien Mil Hijos de San Luis, que penetró en España por las Provincias Vascongadas, las tres diputaciones vascas crearon cuerpos de «naturales» o «paisanos armados», integrados por voluntarios, que se encargarían del mantenimiento del orden y de la persecución de los liberales, y que se negaron a que estuvieran sometidos a la autoridad del capitán general —de hecho en País Vasco, al igual que en Navarra, no se llegará a constituir el Cuerpo de Voluntarios Realistas porque sus funciones serán asumidas por los «paisanos armados». Casi al mismo tiempo en la localidad riojana de Ezcaray se formó un cuerpo  de «Voluntarios del Rey», a imitación de la Milicia Nacional de los liberales, y que llegó a estar integrado por tres compañías. A principios de mayo el capitán general de Castilla la Vieja felicitaba al municipio por la actuación de sus miembros y autorizaba su reglamento provisional. Este reglamento serviría de base para las «reglas que deberán observarse para la formación de cuerpos de voluntarios realistas», publicadas por la Regencia el 10 de junio de 1823.

## Historia

### Creación
Según la orden de la Regencia del 10 de junio de 1823 los voluntarios realistas actuarían como una policía local, a las órdenes de los corregidores y de los ayuntamientos y bajo la autoridad suprema del capitán general, con la misión de mantener el orden, patrullar, hacer guardia e intervenir «en los incendios, quimeras y otros acontecimientos que puedan producir algún desorden popular». Josep Fontana ha señalado la grave contradicción que supuso la creación del Cuerpo de Voluntarios Realistas y dos días antes la de la Superintendencia general de vigilancia pública, cuya finalidad era «precaver y evitar todo extravío», porque «las atribuciones de una y otra institución se confundieron desde el principio y los policías se quejaron a menudo al ver que los voluntarios encarcelaban por su cuenta y extendían salvoconductos». Por su parte Emilio La Parra López ha afirmado que la Regencia creó el Cuerpo, «aprovechando las partidas alzadas en armas contra el constitucionalismo, con el doble objetivo de sostener la guerra contra el sistema constitucional y excluir cualquier negociación que pudiera dar lugar al establecimiento en España de un régimen representativo similar al de Francia. Dicho de otra forma, su finalidad consistió en acabar con los liberales».
En la orden de la Regencia se decía que los voluntarios realistas actuarían «hasta que S.M. se digne resolver lo conveniente para la seguridad interior de sus pueblos, o hasta que la regencia del reino considere justa su cesación». Cuando Fernando VII recuperó su poder absoluto el 1 de octubre de 1823 no los disolvió porque «sin un Ejército enteramente fiel al absolutismo y con tropas francesas acuarteladas en puntos estratégicos del territorio, los voluntarios eran la única fuerza armada propia en la que confiar para mantener el nuevo régimen».

### El conflicto con el Gobierno «reformista» por el reglamento
El gobierno intentó controlar a los Voluntarios Realistas, que se habían convertido en un poder paralelo, y a finales de febrero de 1824 el Secretario del Despacho de Guerra José de la Cruz publicó un reglamento en el que se decía que había llegado el momento de someter a los voluntarios a una autoridad central y «al orden monárquico» (para no incurrir en los errores de la Milicia Nacional del liberalismo que llegó a decidir «de la conveniencia o no conveniencia de todas las medidas y disposiciones de sus mismos gobernantes, erigiéndose en sus censores y jueces» y que se acabó convirtiendo en «un instrumento de conspiración armada permanente»). Para «no confundir las clases», como habían hecho los liberales, el reglamento establecía que los voluntarios debían ser personas con «rentas, industrias u oficio, o modo honrado y conocido de vivir», quedando excluidos «los jornaleros y todos los que no puedan mantenerse por sí mismos y a sus familias los días que les toque de servicio en su pueblo». Añadía que esta norma afectaba también «a los que de dichas circunstancias existiesen ya admitidos» (lo que significaba que no podían seguir perteneciendo al cuerpo, cuyo número, por otro lado, se limitaba a «un voluntario por setenta y cinco almas»). En cuanto a las condiciones que debían reunir los candidatos a «jefes» (los ayuntamientos presentaban una terna a los capitanes generales que eran quienes los nombraban) se incluía «tener bienes raíces de consideración... o bien nobleza heredada de sus mayores y conservada dignamente».
El reglamento fue rechazado por los voluntarios realistas hasta el punto que a finales de marzo se hizo llegar a los jefes realistas un documento pretendidamente escrito por el rey y transmitido en nombre del comandante general de los voluntarios, José Aymerich, en el que se les instaba a no cumplirlo y a rebelarse contra los capitanes generales que lo pretendieran aplicaran («mi deseo es que hagáis saber a los voluntarios realistas a vuestro mando, y a todos los de las provincias por vuestro conducto, que no se cumpla. Antes por el contrario, se reúnan y cooperen a liberarme de las manos de los franceses ['los autores de este atentando'], resistiendo con la fuerza a los capitanes generales que traten de hacerlo cumplir»). La situación fue tan grave que el superintendente general de policía denunció en La Gaceta de Madrid que la circular era falsa. Así también lo hizo Aimerich que la atribuyó a los liberales. Pero lo cierto era que, como escribió el embajador francés en un informe a su gobierno, «casi todos los voluntarios realistas se negaron a obedecer la orden que los licenciaba».
Finalmente el gobierno acabó cediendo y el reglamento nunca llegó a aplicarse. Así lo atestiguó el embajador francés en Madrid que afirmó que el Cuerpo de Voluntarios Realistas en su mayor parte estaba constituido por una «masa de proletarios». El general Cruz fue sustituido por Aymerich quien se apresuró a promulgar el 6 de septiembre una real orden en la que se encargaba a los capitanes generales que buscaran recursos para pagar «el vestuario y demás prendas a los que por defección no puedan costearle», y en la que se les decía que lo único que debían procurar era que los que ingresaran fueran «decididos amantes del rey nuestro señor».
En junio de 1826 se aprobó un nuevo reglamento en el que la condición que se pedía para pertenecer al cuerpo era ya únicamente tener un «modo honrado de vivir». Además se hacía una mención específica a los jornaleros ya que el artículo décimo establecía que los ayuntamientos y funcionarios «preferirán para los trabajos que puedan ofrecerse en los pueblos y en igualdad de circunstancias a los voluntarios realistas, en especial los jornaleros». Por otro lado, se creaba una inspección general del cuerpo por lo que los voluntarios realistas se independizaban del ejército ya que dejaban de depender de los capitanes generales y se determinaba que su finalidad suprema sería «combatir los revolucionarios y las conspiraciones y exterminar la revolución y las conspiraciones». Con esto último conseguían la que había sido su máxima aspiración: que los mandara un inspector general nombrado por el rey y que solo respondería ante este, prescindiendo del Secretario del Despacho de Guerra y del Gobierno. Así los voluntarios realistas adquirieron mucho más poder.

### Desarrollo
Los voluntarios realistas tuvieron (aparentemente) un crecimiento espectacular pues pasaron de unos 70 000 miembros en 1824 a 284 000 en 1832, pero casi la mitad de ellos no tenían armas ni uniformes y su distribución era muy irregular ya que tres cuartas partes se encontraban en Castilla la Vieja, Castilla la Nueva, Galicia, Valencia, Murcia y Granada —en Cataluña, por ejemplo, había poco más de diez mil—. Como ha indicado Josep Fontana, «la condición de voluntario daba a sus miembros, en su mayoría de humilde procedencia, estímulos de orden social, unos ingresos que permitían subsistir a los jornaleros sin trabajo y una opción preferente en los empleos locales». Una valoración compartida por Emilio La Parra: «la pertenencia a este cuerpo era signo de adhesión al régimen absoluto y, para muchos, la esperanza de obtener un empleo, lo cual facilitó el rápido crecimiento de la afiliación». Según Fontana, este crecimiento también se debió al «sueño populista que les llevaba [a los realistas] a mirar hacia atrás, hacia la recuperación de un pasado idílico que nunca había existido», como sería el caso de muchos campesinos y artesanos. «El proletario que se alistaba en las filas de los voluntarios realistas pasaba a ser más importante que los ricos del pueblo, y podía llegar a intimidarles. El realismo le daba, como mínimo, un sueldo, armas, algún poder y un nuevo sentido de dignidad».
La función del Cuerpo de Voluntarios Realistas fue complementar la represión institucionalizada contra los liberales pero en muchos lugares llegó a ejercer un poder de facto como lo probaría un documento referido a los voluntarios realistas de Cifuentes (Guadalajara) en el que se decía que «se habían propuesto subsistir a costa de los pudientes a quienes insultaban y amenazaban designándoles con el epíteto de negros», es decir, de liberales. En un informe policial de 1825 se afirmaba que «es general la emigración a Francia de todos los hacendados y gentes pudientes de las Provincias Vascongadas por no poder sufrir los insultos, vejaciones y atropellamientos de los Voluntarios Realistas y de la gente baja del pueblo». Como ha destacado Juan Francisco Fuentes, «una buena parte de la violencia política y social de la Década Ominosa hay que imputarla a la acción, a menudo incontrolada, de los voluntarios realistas». Fuentes añade: «Ese radicalismo social y político, en el que se aúna el odio al rico y el odio al liberal, hará del cuerpo de voluntarios realistas un foco permanente de agitación contra el gobierno, al que muchos de ellos acusaban de complicidad con los negros [que era como llamaban despectivamente los absolutistas a los liberales]». Emilio La Parra también ha destacado que llevaban a cabo «apresamientos arbitrarios», llegando incluso, «en no pocos casos», a «desobedecer a la autoridades e incluso usurpar sus atribuciones». «Actuaron, en definitiva, como el brazo armado popular contra el reformismo de los ministros [absolutistas] moderados». En septiembre de 1824 el superintendente general de policía Mariano Rufino Gónzález se quejaba de «las noticias que me llegan de todas partes de que entre la policía y las otras corporaciones no hay generalmente sino rivalidades odiosas, choques funestos, oposición abierta y escandalosa». Por su parte los obispos advirtieron al gobierno de los riesgos causados por su «celo acalorado y tal vez sanguinario».
Los voluntarios realistas estaban a las órdenes de los ayuntamientos, que eran los que proporcionaban los recursos para su mantenimiento y los encargados del reclutamiento. Como ha subrayado Josep Fontana, «las oligarquías locales preferían estas fuerzas más próximas, que podían manejar fácilmente, a una policía estatal centralizada».
La implicación de los voluntarios realistas en la guerra de los agraviados (1827) y el descontrol de sus actuaciones llevaron a la Corona y a las instituciones locales a desconfiar cada vez más de ellos y a plantearse su disolución, sobre todo cuando se pusieron del lado de don Carlos en el pleito sucesorio del final del reinado de Fernando VII. Como constató el marqués de las Amarillas en 1832, «el Rey quería conservarlos, pero el interés de la causa de su hija aconsejaba debilitarlos, ya que no fuera posible destruirlos».
El Cuerpo estaba organizado en 486 batallones de infantería, 20 compañías de artillería, 52 escuadrones de caballería y algunas compañías de zapadores.[cita requerida]